# O Mundo é Um Moinho
"O Mundo é um Moinho" é uma canção composta pelo cantor e compositor de samba Cartola e gravada por ele em 1976, tendo sido gravada anos depois por Cazuza, Ney Matogrosso e Beth Carvalho (para a novela Lado a Lado).

## Análise
A música foi composta para Creuza Francisca dos Santos (1927 - 2002), filha de  Rosa do Espírito Santo e Angenor Francisco dos Santos, e afilhada da primeira esposa de Cartola, Deolinda. Após o falecimento da mãe de Creuza, quando esta era ainda uma criança, Deolinda e Cartola passaram a criá-la como filha. A canção refletiria as preocupações de Cartola para sua filha adotiva e suas opções amorosas.
Muitos cantores, como o próprio Cazuza, cantam essa música, na seguinte parte: "preste atenção, o mundo é um moinho" com a frase seguinte: "vai triturar teus sonhos tão mesquinhos", ou seja, os sonhos são mesquinhos. Porém, na versão original de Cartola e na cantada por Ney Matogrosso, o correto é " vai triturar teus sonhos, tão mesquinho", no singular, para designar que o mundo é mesquinho e não sonhos da pessoa para qual a música é cantada.